# Волошин Олександр Власович
Олександр Власович Волошин (1934–1997) — колишній начальник Вінницького державного комунального підприємства «Трамвайно-тролейбусне управління», депутат Вінницької міської ради. Заслужений працівник сфери послуг України. Почесний громадянин Вінниці.
Із 40 років трудового стажу 32 роки пропрацював у Вінницькому трамвайно-тролейбусному управлінні. За роки роботи сприяв прокладанню нових тролейбусних та трамвайних ліній.